# 2ª Armata (Regio Esercito)
La 2ª Armata è stata una grande unità del Regio Esercito Italiano della prima e della seconda guerra mondiale.

## Storia

### Origini
La 2ª Armata deriva dal Comando Designato d'Armata di Genova che divenne, nell'ottobre 1914 Comando 2ª Armata.

### Prima guerra mondiale
All'entrata in guerra dell'Italia il 24 maggio 1915 alla 2ª Armata, comandata dal Tenente generale Pietro Frugoni  furono assegnati alle proprie dipendenze:
- il II Corpo d'armata del Tenente generale Ezio Reisoli,
- il IV Corpo d'armata del Tenente generale Mario Nicolis di Robilant,
- il XII Corpo d'armata.

Nel maggio del 1916 a causa della violenta offensiva austriaca in Trentino, la cosiddetta Frühjahrsoffensive ("offensiva di primavera"), conosciuta impropriamente in Italia con il termine di Strafexpedition (in italiano: Spedizione punitiva), fortemente voluta e pianificata dal Capo di Stato maggiore dell'Imperial regio Esercito austro-ungarico, feldmaresciallo Franz Conrad von Hötzendorf, la 2ª Armata venne momentaneamente sciolta e parte del personale del suo Comando andò a formare il Comando della 5ª Armata di riserva. Il 3 luglio dello stesso anno il Comando venne ricostituito ed ebbe a disposizione due corpi di armata:
- IV Corpo d'armata,
- VIII Corpo d'armata,

che nel corso del conflitto aumentarono sino a otto.. Alla fine di ottobre e nel mese di novembre del 1917, nel corso della Battaglia di Caporetto e del successivo ritiro dall'Isonzo al Piave, la 2ª Armata fu investita in pieno e completamente disfatta; gran parte degli effettivi dell'armata furono fatti prigionieri. Il 1º giugno 1918 il Comando della 2ª Armata fu trasformato in Comando dell'8ª Armata del Montello e schierata lungo il Piave nel tratto fra Pederobba e Palazzon. Il rilievo montuoso del Montello fu il principale obiettivo dell'offensiva austriaca del 15 giugno 1918 passata alla storia come la battaglia del solstizio, nella quale l'8ª Armata, comandata dal tenente generale Giuseppe Pennella riuscì a contenere lo sfondamento e a respingere poi il nemico oltre il Piave. Durante la battaglia di Vittorio Veneto l'armata al comando del tenente generale Enrico Caviglia assunse le funzioni di comando di gruppo di armate, in coordinamento con la neocostituita 10ª Armata del tenente generale Frederick Lambart of Cavan e costituita:
- dal XIV Corpo d'armata britannico con la 7ª e 23ª Divisione di fanteria,
- dall'XI Corpo d'armata italiano del Tenente generale Giuseppe Paolini con la 23ª Divisione bersaglieri del Tenente generale Gustavo Fara e la 37ª Divisione territoriale del maggior generale Giovanni Castagnola.

Il 24 ottobre 1918 all'inizio dell'offensiva finale italiana, con la "Battaglia di Vittorio Veneto", l'8ª Armata italiana, con ben quattro corpi d'armata e 14 divisioni e 2.708 pezzi d'artiglieria, ha svolto il ruolo da ariete, coadiuvata dalla neocostituita 10ª Armata su 4 divisioni di cui due del British Army; per agevolare l'attacco la 4ª Armata attaccò per prima iniziando così il suo calvario, battendosi nelle operazioni che si svolsero dal 24 al 29 ottobre 1918, perdendo ben 25 000 uomini.
Il 31 gennaio 1919 il Comando venne provvisoriamente sciolto, per poi essere ricostituito il 15 febbraio, quando il Comando della 9ª Armata venne trasformato in Comando dell'8ª Armata.  Il 1º agosto il  dell'8ª Armata fu trasformato in Comando Regie truppe Venezia Giulia, che venne sciolto il 31 dicembre del 1919.

### Seconda guerra mondiale
Nel giugno 1938 il comando venne trasferito a Roma assumendo la denominazione di Comando Designato 2ª Armata al comando del Generale designato d'armata Vittorio Ambrosio per poi diventare nell'agosto 1939 Comando 2ª Armata assumendo alle dipendenze:
- il V Corpo d'Armata,
- il XI Corpo d'Armata.[2]

Il 10 giugno 1940 con l'entrata in guerra dell'Italia nel secondo conflitto mondiale il Comando della 2ª Armata venne schierato sulla frontiera orientale al confine con la Jugoslavia nel settore compreso tra Tarvisio e Fiume. Inizialmente la 2ª Armata ebbe alle sue dipendenze:
- il V Corpo d'armata,
- il XI Corpo d'armata

e successivamente venne rinforzato con:
- il VI Corpo d'armata,
- il XIV Corpo d'armata.

Nei primi mesi del 1941, in vista dell'inizio dell'attività offensiva, la 2ª Armata venne ulteriormente potenziata con:
- il Corpo d'armata celere,
- il Corpo d'armata autotrasportabile.

Alle grandi unità poste alle dipendenze della 2ª Armata venne fatto assumere uno schieramento a carattere cautelativo con l'orientamento di tenersi comunque pronte a muovere.
L'11 aprile 1941, superato il confine, le unità della 2ª Armata entrarono in territorio jugoslavo, occupando, dopo brevi ma duri combattimenti Lubiana e Sussak e impadronendosi il 14 aprile di Sebenico ed il 15 aprile di Spalato. Il 16 aprile, una sua colonna proveniente da nord riuscì a sbloccare da una critica situazione il presidio italiano di Zara, circondato ed attaccato da tre direttrici e il 17 aprile la 2ª Armata si congiunse con i reparti italiani provenienti dall'Albania, stabilendo una linea di contatto sull'allineamento Ragusa-Trebigne-Bileca-Gaçkë. Il 18 aprile terminate le operazioni di guerra ebbe inizio l'attività organizzativa e di presidio del territorio occupato. La 2ª Armata estese poi la propria influenza su Slovenia, Dalmazia e Croazia svolgendo un ruolo di truppa di occupazione con compiti di antiguerriglia contro le formazioni partigiane e di prevenzione per reprimere gli scontri etnici fra serbi e croati. Molte delle sue operazioni furono svolte in collaborazione con le truppe tedesche.
Nel corso del 1942 le unità alle dipendenze della 2ª Armata, dislocate nei punti strategici del territorio occupato a protezione delle vie di comunicazione più importanti e dei centri di interesse politico, economico e sociale di rilievo, furono spesso chiamate a svolgere dure operazioni contro i partigiani jugoslavi. Dal 9 maggio 1942, e fino al 15 maggio 1943, la 2ª Armata cambiò la propria denominazione in Comando Superiore per le Forze Armate della Slovenia e della Dalmazia.
Nel corso del 1943 i reparti della 2ª Armata vennero sempre più impegnati nelle operazioni di controguerriglia. Il 9 settembre 1943 in seguito all'armistizio dell'8 settembre la 2ª Armata cessò ogni attività e venne sciolta l'11 settembre a Lussinpiccolo.

### Denominazioni
- (??.??.19??-??.10.1914): Comando Designato d'Armata di Genova
- (??.10.1914-??.05.1916): Comando 2ª Armata
- (??.05.1916-03.07.1916): SCIOLTA, il personale costituisce il Comando della 5ª Armata di Riserva
- (03.07.1916-01.06.1918): Comando 2ª Armata
- (01.06.1918-31.01.1919): Comando dell'8ª Armata del Montello
- (31.01.1919-15.02.1919): SCIOLTA
- (15.02.1919-01.08.1919): Comando dell'8ª Armata del Montello, per trasformazione del Comando della 9ª Armata
- (01.08.1919-31.12.1919): Comando Regie Truppe Venezia Giulia
- (??.06.1938-??.08.1939): Comando Designato 2ª Armata (Roma)
- (??.08.1939-09.05.1942): Comando 2ª Armata
- (09.05.1942-15.05.1943): Comando Superiore per le Forze Armate della Slovenia e della Dalmazia
- (15.05.1943-11.09.1943): Comando 2ª Armata
- (11.09.1943: SCIOLTA, in seguito agli eventi dell'Proclama Badoglio dell'8 settembre 1943 che annunciava l'Armistizio di Cassibile

### Comandanti
- (fl. 24.05.1915): Tenente generale Pietro Frugoni
- (03.07.1916-01.06.1918): Tenente generale Luigi Capello
- (01.06.1918-??.??.19??): Tenente generale Giuseppe Pennella
- (fl. 24.10.1918-04.11.1918): Tenente generale Enrico Caviglia
- (??.??.19??-??.06.1938): Generale designato d'armata Vittorio Ambrosio